# Hans-Rudolf Merz
Pour les articles homonymes, voir Merz.
 (mai 2022).
Si vous disposez d'ouvrages ou d'articles de référence ou si vous connaissez des sites web de qualité traitant du thème abordé ici, merci de compléter l'article en donnant les références utiles à sa vérifiabilité et en les liant à la section « Notes et références ».
Hans-Rudolf Merz, né le 10 novembre 1942 à Herisau, est un homme politique suisse, conseiller fédéral libéral-radical de 2004 à 2010. Il est président de la Confédération en 2009.

## Biographie

### Formation
Hans-Rudolf Merz effectue sa scolarité obligatoire à Herisau, sa ville de naissance, puis obtient sa maturité au gymnase de Trogen.
Il étudie ensuite l'économie à l'Université de Saint-Gall où il obtient une licence en gestion d'entreprise puis un doctorat en science politique en 1971 ; il y travaille comme assistant à l'Institut d'économie financière et de droit financier entre 1967 et 1969.

### Carrière professionnelle
De 1974 à 1977, il est vice-directeur du centre de formation de l'UBS à Wolfsberg. De 1977 à 2003, Merz travaille comme conseiller en stratégie indépendant en Europe, aux Amériques, en Afrique du Sud et dans le monde arabe. Dans le même temps, il siège au conseil d'administration de plusieurs entreprises suisses. En tant que consultant, il pèse dans le recrutement et le développement professionnel des hauts cadres, ainsi que dans le développement des entreprises.
En 1992, il est élu au conseil de la banque cantonale d'Appenzell Rhodes-Extérieures qui est alors déjà en difficulté ; il en est élu président l'année suivante. Dans son premier rapport annuel, il présente un document sur la vision d'une « banque régionale universelle », soit une petite banque qui offre tous les services bancaires. En 1994, la banque est partiellement privatisée et transformée en société anonyme dont le canton reste l'actionnaire majoritaire. La population du canton a dû voter sur cette privatisation partielle car, en tant que Landsgemeinde, elle est le législateur cantonal. Le 22 décembre 1995, la banque est rachetée par la Société de banque suisse.

### Carrière politique

#### Débuts
Hans-Rudolf Merz est politiquement actif relativement tôt. Il est membre du conseil communal de Herisau jusqu'en 1967. En août 1968, peu après la répression du Printemps de Prague par les troupes du Pacte de Varsovie, il aide un ami artiste à quitter Prague, en voiture, pour se réfugier en Suisse.
Après ses études, Hans-Rudolf Merz travaille comme secrétaire du Parti radical-démocratique du canton de Saint-Gall de 1969 à 1974. Il travaille également comme directeur de l'Association industrielle d'Appenzell Rhodes-Extérieures. Plus tard, il préside le parlement communal (Einwohnerrat) intérimaire de Herisau et dirige les opérations du Centre sportif de Herisau.

#### Conseiller aux États
Après une longue période sans activité politique, Merz vise un siège au Conseil des États pour représenter le canton d'Appenzell Rhodes-Extérieures. Alors que les candidats officiels du Parti radical-démocratique sont la conseillère d'État chargée des finances, Marianne Kleiner, et le Landaman Hans Höhener, il reçoit le soutien de l'Union démocratique du centre, du Parti démocrate-chrétien et de certaines sections radicales locales. À l'occasion de la dernière Landsgemeinde du canton d'Appenzell Rhodes-Extérieures, le 28 septembre 1997, il est finalement élu. Au Conseil des États, il préside la commission des finances et siège à la commission de la politique étrangère et de sécurité. Il a également appartenu à la délégation de la Suisse à l'Organisation pour la sécurité et la coopération en Europe.

#### Conseiller fédéral
Après les élections fédérales du 19 octobre 2003, le Conseil fédéral est intégralement renouvelé le 10 décembre 2003 ; un siège doit y être attribué après la démission de Kaspar Villiger. Son parti, le Parti radical-démocratique, présente une double candidature : celle de Christine Beerli et la sienne ; les Verts recommandent de voter pour Christine Beerli alors que les autres groupes laissent le choix entre les deux candidats. Hans-Rudolf Merz est finalement élu au second tour avec 127 voix contre 96 pour Christine Beerli, devenant le 108e conseiller fédéral de l'histoire. Cette élection et la non-réélection de Ruth Metzler quelques heures plus tôt suscitent des critiques concernant le traitement inégal réservé aux femmes.

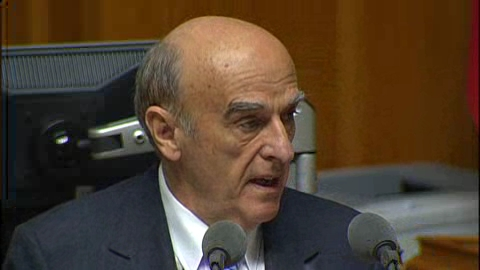
Hans-Rudolf Merz durant un débat au Conseil national.

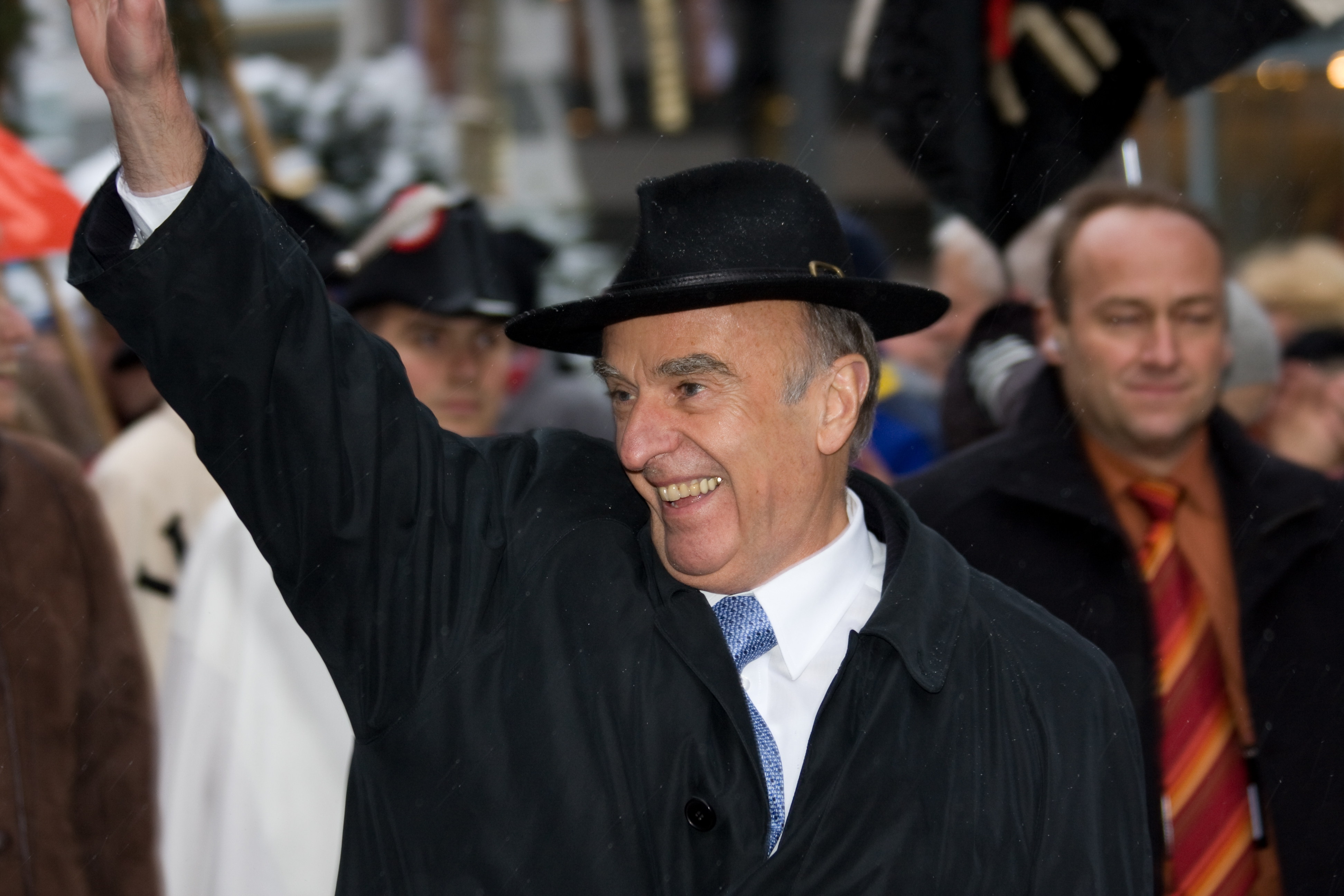
Hans-Rudolf Merz durant la célébration de son élection présidentielle à Herisau.

Le 1er janvier 2004, il prend la tête du Département fédéral des finances. Durant son mandat, il soutient notamment une réforme fiscale qui échoue en votation populaire le 16 mai 2004. Il présente aussi des mesures destinées à redresser les finances fédérales et travaille à simplifier le système fiscal suisse.
À la suite des élections fédérales de 2007, Hans-Rudolf Merz est réélu le 12 décembre avec le meilleur résultat de tous les candidats : il reçoit 213 votes sur 233 bulletins valables. Le lendemain, il est élu avec 193 votes sur 211 bulletins valables en tant que vice-président du Conseil fédéral pour l'année 2008. Le 10 décembre 2008, l'Assemblée fédérale l'élit président de la Confédération pour l'année 2009 avec 185 votes sur 209 bulletins valables ; cette élection est célébrée à Herisau.
Son année présidentielle, notamment marquée par la fin du secret bancaire en Suisse, l'affaire UBS et la crise diplomatique entre la Suisse et la Libye, est qualifiée dans sa bibliographie parue en 2012 d'année la plus difficile de sa carrière politique.
Le 6 août 2010, Hans-Rudolf Merz annonce sa démission du Conseil fédéral pour le mois d'octobre de la même année,,. Lors de sa dernière session au Parlement, il fait parler de lui dans les médias, , , et même à l'étranger, , , , en raison d'un fou rire qui le prend, et à sa suite l'ensemble du Parlement, à la lecture d'une réponse rédigée dans un jargon administratif à une question d'un parlementaire sur le tarif douanier applicable aux importations de viande assaisonnée. À la fin de la session, l'association des fabricants de viande séchée des Grisons en profitera pour distribuer des échantillons de ses produits aux parlementaires, ornés d'un portrait de Hans-Rudolf Merz et d'un des objectifs qu'il s'était fixés pour son année présidentielle : ne jamais perdre le sens de l'humour (Nie den Humor verlieren).

### Citations
« Je le garantis à ceux qui s’attaquent au secret bancaire : ils s’y casseront les dents. », mars 2008 (trad.)

### Vie privée
Hans-Rudolf Merz est marié à l'artiste Roswitha Merz. Tous deux habitent à Herisau et ont trois fils adultes. Merz est originaire de Beinwil am See dans le canton d'Argovie.
Il parle allemand, français, espagnol, anglais, italien et russe.
Dans la soirée du 20 septembre 2008, Hans-Rudolf Merz est victime d'un arrêt cardio-circulatoire ; il est transporté à l'hôpital de Herisau, où il est réanimé, puis transféré à l'hôpital cantonal de Saint-Gall. Au soir du 21 septembre 2008, le docteur Thierry Carrel lui fait subir cinq pontages aorto-coronariens à l'Hôpital de l'Île à Berne,. Le 22 septembre, le Conseil fédéral nomme Eveline Widmer-Schlumpf à la direction par intérim du Département fédéral des finances. Après son rétablissement et une cure, Merz reprend ses activités le 3 novembre 2008. Il est élu président de la Confédération le 10 décembre et assume son nouveau rôle durant l'année 2009.

## Publications
- Bis zur Nationalliga. 40 Jahre SC Herisau, éd. Schläpfer, Herisau, 1982
- Die aussergewöhnliche Führungspersönlichkeit: Essay über Elativität und elative Persönlichkeit, éd. Rüegger, Grüsch, 1987  (ISBN 3725302979)
- Der Landammann und weitere Erzählungen aus dem Appenzellerland, éd. Schläpfer, Herisau, 1992  (ISBN 3858820725)